# 天主教發艷教區
天主教發艷教區（拉丁語：Dioecesis de Phat Diem）是越南一個羅馬天主教教區，屬河內總教區。
2004年有教友144,721人、65個堂區、31名司鐸。主教現時出缺，榮休主教為阮文宴。其座堂是玫瑰聖母座堂，位於寧平省金山縣。
1901年4月15日設東京海岸代牧區，1924年12月3日易名。1960年11月24日升為教區。